# Beyt
Beyt o Beyt Shankhodhar és una illa del golf de Kutch, avui a Gujarat i que va formar una petita subdivisió de la taluka d'Okhamandal, a la divisió d'Amreli a l'estat de Baroda. L'única població era Beyt 22° 35′ N, 69° 09′ E / 22.583°N,69.150°E, que era municipalitat i que el 1901 tenia 4.615 habitants. La seva superfície és de poc més de 10 km².
És una illa sagrada pels hinduistes i especialment pels vaixnavites, i hi ha diversos temples destacant el de Shank Narayan, destruït el 1859 a la guerra dels britànics amb els waghers o waghirs però reconstruït per Khande Rao Kaikwar de Baroda.